# Сорхайндо, Криспин
Криспин Ансельм Сорхайндо (23 мая 1931, Вьель-Кас, Доминика — 10 января 2010, Розо, Доминика) — политический деятель, президент Доминики (1993—1998).

## Биография
Окончил правительственную школу в Вьель-Кас, которой руководил его отец. Продолжил обучение в Колледже Тринити, в Оксфордском университете, в Королевском институте Государственного управления.
В 1950—1973 гг. — находился на государственной службе в сфере коммунального хозяйства, в аппарате Законодательного Совета, государственным секретарем министерства финансов.
В 1966 г. был членом делегации на Лондонской конференции, которая определяла Доминику как самоуправляемое, ассоциированное с Великобританией государство, вплоть до объявления независимости в 1978 г.
Являлся убежденным сторонником укрепления интеграции Карибских государств. Представлял Доминику на конференциях, учредивших Карибскую ассоциацию свободной торговли (CARIFTA), Карибское сообщество (CARICOM), которые предопределили создание Карибского Банка Развития (CDB) и Организации Восточно-карибских государств (OECS).
В 1973—1988 гг. — секретарь, директор департамента, затем вице-президент Карибского Банка Развития, расположенного на Барбадосе.
В 1989—1993 гг. — председатель парламента,
в 1993—1998 гг. — президент Доминики.
Известен как прилежный католик, в 1993 г. награждён папским Орденом Святого Сильвестра.